# Mikel Koliqi
Mikel Koliqi, albanski rimskokatoliški duhovnik in kardinal, * 29. september 1902, Shkodrë, † 28. januar 1997.

## Življenjepis
30. maja 1931 je prejel duhovniško posvečenje.
26. novembra 1994 je bil povzdignjen v kardinala in imenovan za kardinal-duhovnika Ognissanti in Via Appia Nuova.
Škofovsko posvečenje je zavrnil zaradi starosti.